# 曼徹斯特皮卡迪利站

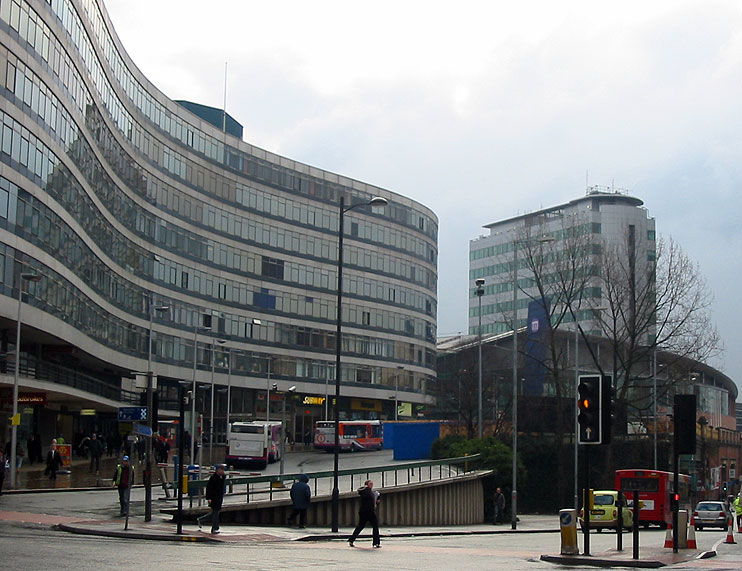
曼徹斯特皮卡迪利站

曼徹斯特皮卡迪利站（英語：Manchester Piccadilly station）是英國的一座鐵路車站，位於曼徹斯特，是曼徹斯特的主要車站，於1842年開業。本站每年乘客數超過2000萬人以上，是市內最大的樞紐車站。也有眾多前往倫敦、格拉斯哥、伯明翰、加迪夫等地的遠距離列車。共有14個月台。
本站是曼徹斯特車站群中最繁忙的車站，2019年4月至2020年3月期間進出旅客超過3000萬人次（曼徹斯特的其他主要車站為牛津路站和維多利亞站）。截至2020年3月，它是英國倫敦以外第三繁忙的車站（僅次於伯明翰新街和格拉斯哥中央車站），也是倫敦以外第四繁忙的換乘站，每年有超過200萬乘客換乘。該站提供來自六家火車運營公司的服務。
1990年代末至2000年代初，該站進行了整修，耗時五年，耗資1億英鎊（2002 年）；這是當時英國鐵路網絡中最昂貴的改進。2014年12月，作為曼徹斯特皮卡迪利和曼徹斯特牛津路通行能力計劃的一部分，英國鐵路網公司提交了運輸和工程法申請，要求於本站建造兩個直通月台。儘管英國鐵路網公司於2019年9月宣布通過曼徹斯特的丁斯蓋特走廊“擁堵”，但該申請截至2023年尚未得到現任政府的批准。
曼徹斯特皮卡迪利高速車站計劃於本站北側、與本站平行的高架橋上落成。該車站將有六個月台（三個島式月台），供從倫敦和伯明翰出發的2號高速列車終到以及開往利物浦、沃靈頓、哈德斯菲爾德、利茲等地的北部發電廠鐵路列車使用。目前的曼徹斯特輕鐵車站擬從現有車站月台下方的地面層搬遷至位於高速車站地下、更大的四月台車站。在高速車站東端地面亦計劃提供第二個、稱為皮卡迪利中央的輕鐵站，為未來的輕鐵擴展提供服務。2022年1月24日，議會提出了一項混合法案，尋求允許建設該計劃的權力。

## 歷史

### 起源
1840年6月，曼徹斯特和伯明翰鐵路公司在其特拉維斯街、通往斯托克波特的線路上開設了一個臨時終點站。
同時，鐵路公司預留了一個長518米、寬 152米的地塊作建設永久車站（即本站），原有的房屋和工業廠房則已全數清除。永久車站由曼徹斯特和伯明翰鐵路公司的總工程師George W. Buck設計。他設計了該線路的許多結構，包括斯托克波特高架橋。查爾斯·赫頓·格雷戈里是助理工程師。根據於1837年達成的協議，該站從落成開始就會與謝菲爾德、阿什頓安德萊恩和曼徹斯特鐵路公司共享。本站建在倫敦路附近、離地面九米高的高架橋頂部，並於1842年5月8日啟用，初時站名是商店街站。它有兩個月台、辦公室和客運設施，那時線路已延伸至克魯。
1846年，曼徹斯特和伯明翰鐵路公司與其他鐵路公司合併創建了倫敦和西北鐵路。三年後，謝菲爾德、阿什頓安德萊恩和曼徹斯特鐵路公司更名為曼徹斯特、謝菲爾德和林肯郡鐵路。 

### 曼徹斯特倫敦路站
1847年，車站更名為倫敦路。1849年，曼徹斯特、南交匯和奧爾特靈厄姆鐵路由曼徹斯特牛津路站延長至本站後開始使用本站。其於1849年8月1日開通的單月台，毗鄰車站主體，是13號和14號直通月台的前身。曼徹斯特、南交匯和奧爾特靈厄姆鐵路於本站以南與主線匯合，形成連接倫敦和西北鐵路及利物浦的線路。
1850年代，本站人滿為患，倫敦和西北鐵路公司與曼徹斯特、謝菲爾德和林肯郡鐵路公司之間的關係惡化。1862年，本站開始重建以進行擴建。重建工程亦允許車站被分割；曼徹斯特、謝菲爾德和林肯郡鐵路公司佔據東北側，倫敦和西北鐵路公司則佔據西南側。車站有一個新的入口大樓和大廳，每家公司都有獨立的售票處和客運設施。在終端式月台上建造了一個200米長的鐵和玻璃火車棚；它有兩個29米寬的拱形跨度，分別覆蓋兩間公司使用的月台。 1866年1月20日，在建造屋頂時發生了一起致命事故，部分屋頂倒塌，造成兩名工人死亡，另有30人受傷。經查詢確定，倒塌是大風和大雪造成的。車站擴建時，車站以南的一段高架橋亦被拓寬為4條軌道，兩家公司在客運站北側建設貨站和倉庫。
十年之內，隨著交通量的持續增加，車站再次人滿為患，並再次需要擴建。1880-3年間，倫敦和西北鐵路公司加寬了車站的一側並建造了更多站台，月台上又覆蓋了兩個21米寬的拱頂，通向火車棚。與此同時，曼徹斯特、謝菲爾德和林肯郡鐵路公司的月台被拆除，重建為費爾菲爾德街橋上的島式月台，並通過人行天橋與主站相連。1882年5月，車站改進後的部分啟用。
1897年，曼徹斯特、謝菲爾德和林肯郡鐵路公司更名為大中央鐵路；1899年，它開通了從車站到倫敦的直達路線。
1910年，相鄰的梅菲爾德車站啟用了四個月台，以緩解本站的過度擁擠。這兩車站由一座人行天橋相連。 梅菲爾德車站於1960年終止客運服務，並於1986年終止貨運業務。儘管提出了重建計劃，包括重開以緩解需求，但廢棄的車站仍留在原地。2013年10月，出於安全考慮，該站的屋頂/簷篷被拆除。
1923年四大英國鐵路公司成立後，倫敦和西北鐵路與其他幾家鐵路公司合併成倫敦、米德蘭和蘇格蘭鐵路，而大中央鐵路與其他鐵路公司合併成倫敦和東北鐵路。 車站的劃分得以維持，即使在1948年鐵路國有化之後，本站仍繼續作為兩個獨立的車站運營：一側由英國鐵路公司倫敦米德蘭地區使用，另一側由東部地區使用。

### 曼徹斯特皮卡迪利站
1958年至1966年間，本站在英國鐵路公司的西海岸幹線現代化改造計劃中重建。1960年9月12日本站更名為曼徹斯特皮卡迪利。皮卡迪利是附近一條路和皮卡迪利花園的名字。
倫敦米德蘭地區耗資175萬英鎊（按2023年的價格計算，相當於4350萬英鎊）重建了該站，為開設通往倫敦的電動火車服務做準備。大部分車站都進行了重建，但維多利亞時代的火車棚大部分保持不變。該站分兩個階段重建，1958-1960年和1963-1966年；中斷是國家信貸緊縮限制鐵路現代化資金的結果。
費爾菲爾德街上的前曼徹斯特、南交匯和奧爾特靈厄姆鐵路直通平台和橋樑在預力混凝土板橋上重建，橋上有懸臂式軌道。重新配置了火車棚的佈局以添加多個平台。建造了一個新的大廳和入口，旁邊是一座10層高、供英國鐵路員工使用的辦公大樓。1966年5月11日，為了引入前往倫敦的電氣化快車而進行的工程完成。
通往本站的道路也被重新開發。車站引道旁的前倫敦和西北鐵路貨物倉庫於1965年關閉，帶孤度的辦公大樓門戶大廈於1969年在其位置開放。
本站在整個重建過程中保持開放，但曾出現列車服務中斷，許多服務曾被暫時轉移到曼徹斯特梅菲爾德或曼徹斯特中央車站。工程完成後，該兩座車站隨之關閉，其列車服務被轉移至本站。